# Raoul Hedebouw
Raoul Hedebouw (Liegi, 12 luglio 1977) è un politico belga.

## Biografia
Raoul Hedebouw è cresciuto a Herstal, un quartiere operaio di Liegi. Operai siderurgici, i suoi genitori sono attivisti presso la Confederazione dei Sindacati Cristiani (CSC). Dopo il liceo all'Athénée di Herstal, ha studiato botanica all'Università di Liegi.
Il suo impegno militante iniziò nel 1996. Durante gli scioperi studenteschi contro il ministro Michel Lebrun, guidò il Comité herstalien étudiant.
Si unisce poi al Partito del Lavoro del Belgio (PTB) e svolge un ruolo significativo nell'ascesa di questo partito all'interno del panorama politico belga.
Nel 2001, mentre si teneva a Liegi un vertice del Consiglio degli affari economici e finanziari, Raoul Hedebouw viene messo sotto intercettazione dalla giustizia belga. Ha scoperto questa sorveglianza alcuni anni dopo e ha vinto una causa contro lo Stato belga.
Nel 2009, ha pubblicato con Peter Mertens Priorités de gauche, Editions Aden.
Sebbene il presidente del suo partito sia Peter Mertens, Raoul Hedebouw, che parla fluentemente in francese come in olandese, è regolarmente invitato a discutere in televisione o a rilasciare interviste alla stampa belga, sia di lingua francese che di lingua olandese.
Nelle elezioni municipali del 2012, il PTB ottiene buoni risultati e ottiene consiglieri comunali nella maggior parte delle principali città belghe. Dopo il ballottaggio, Raoul Hedebouw diventa consigliere a Liegi.
Nelle elezioni federali del 2014, la coalizione PTB-GO per la prima volta nella sua storia ha vinto due seggi alla Camera dei rappresentanti. Raoul Hedebouw siederà con Marco Van Hees come membro del Parlamento. La sera della sua elezione, Raoul Hedebouw asserisce di fronte ai partigiani del partito che "d'ora in poi il paese avrà rappresentanti di una sinistra che osa".
Raoul Hedebouw dona tre quarti dei suoi 6.000 euro di compenso parlamentare al PTB. Considera anormale che i politici possano arricchirsi e staccarsi dalla popolazione attraverso i loro mandati.
Fu vittima di un attacco con un coltello dove rimase lievemente ferito ad una gamba durante un discorso in occasione del 1º maggio 2017.